# Herrlichkeit Gödens

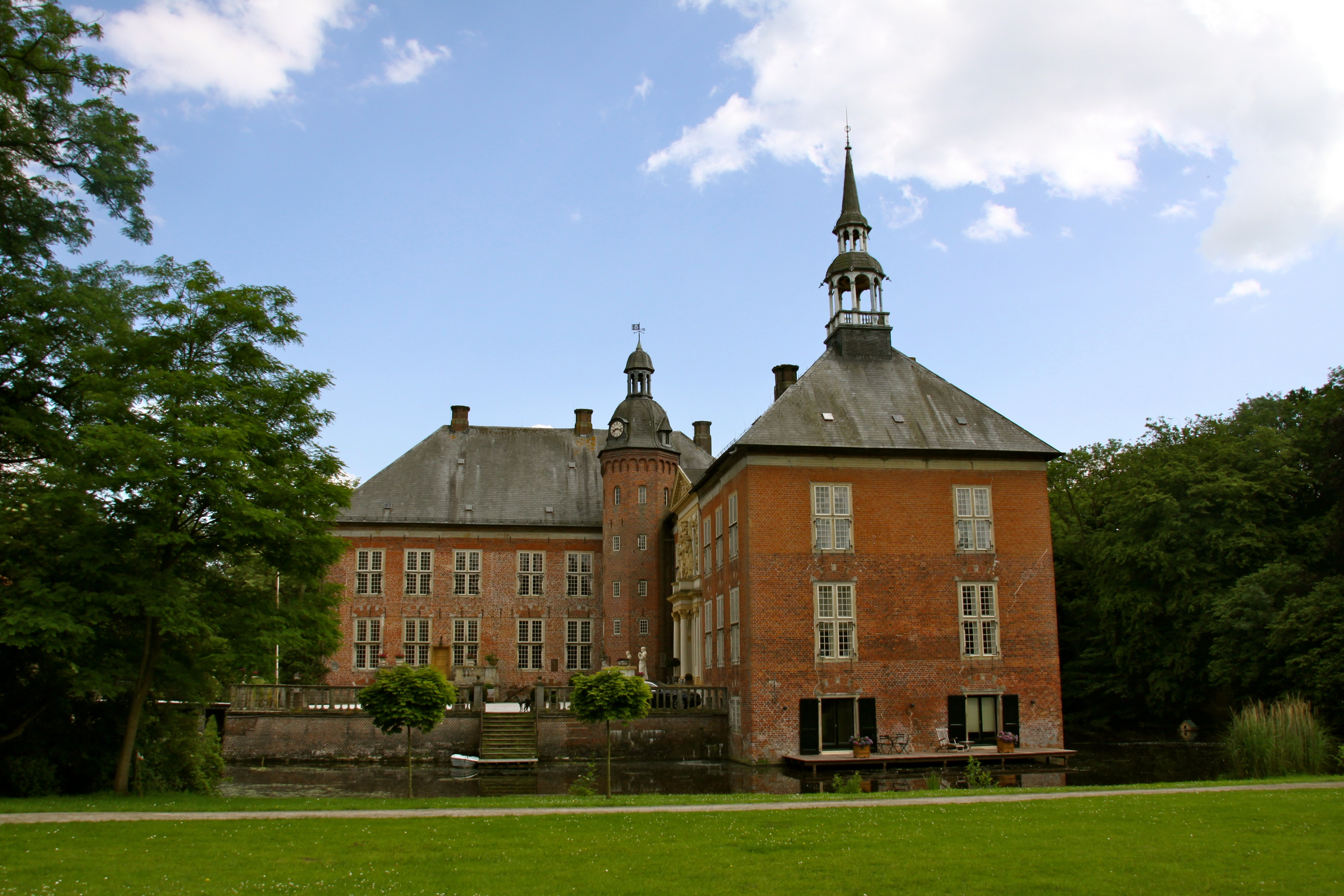
Schloss Gödens, Stammsitz der Herrschaften von Gödens

Die Herrlichkeit Gödens war eine Herrlichkeit im Osten der ostfriesischen Halbinsel und gehörte zur Grafschaft Ostfriesland. Sie grenzte im Südosten an das Land Oldenburg und im Nordosten an das politische Territorium der Herrschaft Jever. Zur Herrlichkeit gehörten die Kirchspiele Altgödens und Dykhausen. Stammsitz der Herrschaften von Gödens war das Schloss Gödens. Die Herrlichkeit bestand bis 1839 und wurde dann dem damals neugebildeten Amt Friedeburg zugeschlagen.
Bekannt geworden ist die Herrlichkeit Gödens vor allem als Ort religiöser Vielfalt. Im größten Ort der Herrlichkeit Neustadtgödens entstanden innerhalb von nur fünfzig Jahren fünf Gotteshäuser und das bei nur rund 800 Einwohnern. Neben den ursprünglich reformierten Einwohnern lebten hier Menschen lutherischen, katholischen, mennonitischen und jüdischen Glaubens.

## Geschichte

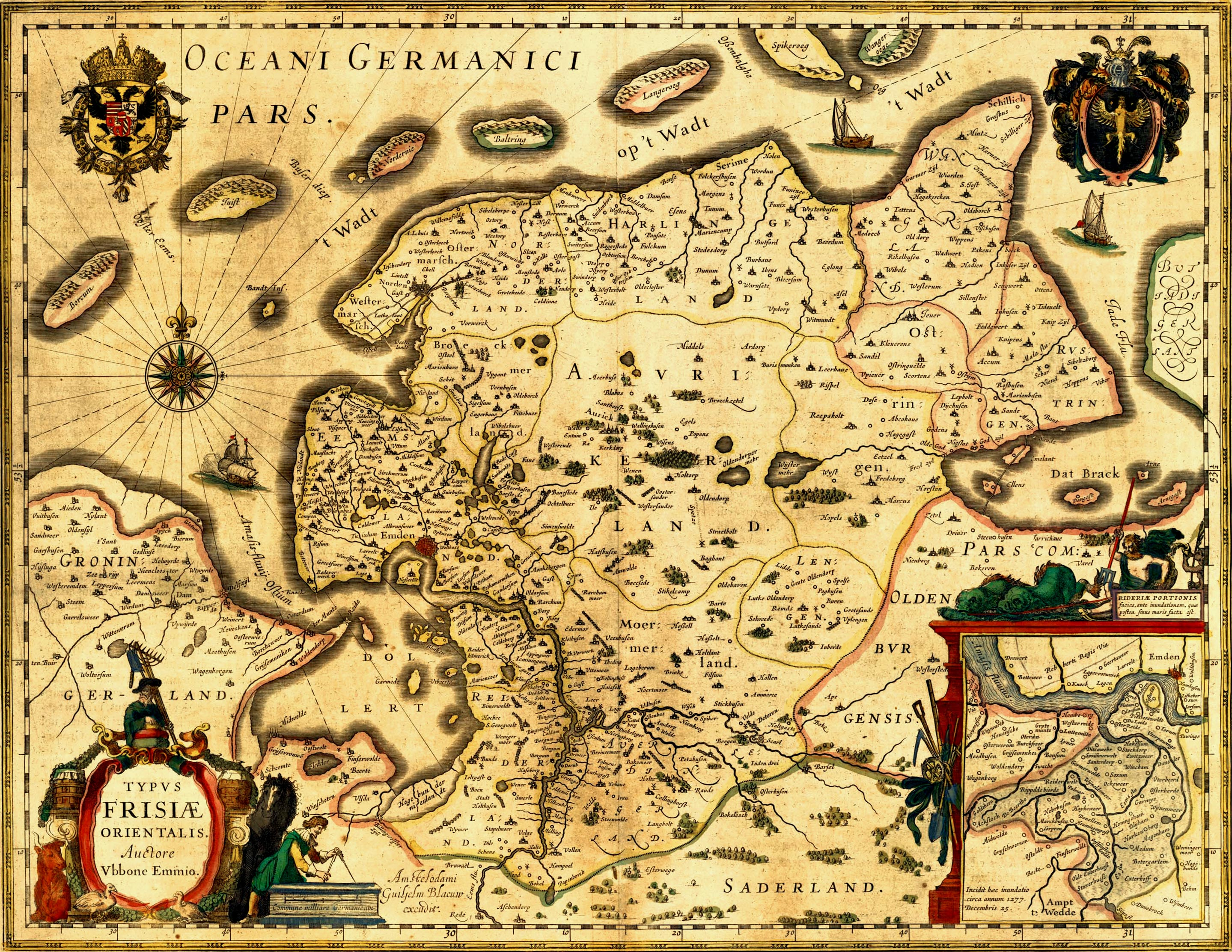
Die Herrlichkeit Gödens in Ostfriesland um 1600 (rechts am Schwarzen Brack)

Die Herrlichkeit Gödens geht auf eine Häuptlingsherrschaft zurück. Erster Häuptling von Gödens war Edo Boing (1430–1481). Er trat 1451 zum ersten Male namentlich in Verbindung mit Gödens auf und unterzeichnet 1454 eine Urkunde als to Godensen hovetling. Stammsitz der ersten Gödenser Häuptlinge war die Burg Altgödens. Edo Boings lebte in ständiger Feindschaft mit den Häuptlingen von Jever, obwohl Gödens zu dieser Zeit noch der Herrschaft Jever unterstand.
Seine Tochter Almut Boing (1454–1520) heiratete 1480 Hicko von Oldersum (1450–1527), der der zweite Häuptling von Gödens wurde. Er vollzog 1495 den Abfall von der Herrschaft Jever zur Grafschaft Ostfriesland und unterstellte sich dem Befehl Graf Edzard dem Großen von Ostfriesland. Der Jeveraner Häuptling Edo Wiemken der Jüngere wehrte sich gegen diese Entwicklung, konnte sie aber letztendlich nicht mehr rückgängig machen.
Der Stammsitz der Gödenser Häuptlinge in Altgödens wurde während der Sächsischen Fehde 1514 zerstört. Daher erbauten Hicko von Oldersum und sein Sohn Haro bis 1517 an neuer Stelle eine zweiflügelige Wasserburg. Haro von Oldersum (1485–1539) wurde nach dem Tode seines Vaters Häuptling zu Oldersum und Gödens und heiratete 1527 Hebrich von Inn- und Kniphausen († 1571). Sie gilt als Begründerin des Ortes Neustadtgödens, das 1544 als Neustadt durch Eindeichungsmaßnahmen und die Errichtung eines Siels am Schwarzen Brack entstand. Hebrich bestimmte außerdem schon in den 1530er Jahren den Calvinismus als herrschende Religion in der Herrlichkeit Gödens. Bereits um 1550 hatten sich am Neustädter Siel weitere Anwohner angesiedelt. Viele von ihnen waren gezielt angeworbene niederländische Fachkräfte. Im Außengroden vor dem Siel entstand ein großer Sielhafen und es entwickelten sich Handelsbeziehungen nach Emden, Amsterdam, Bremen, Hamburg und bis in die Ostsee hinein. Die Erhebung von Zöllen auf die eingeführten Waren bescherte dem Gödenser Häuptling eine neue Einnahmequelle.
1558 verboten die Gödenser Herrschaften per Edikt die öffentliche Ausübung anderer Religionen. Alle Bewohner wurden formell gezwungen, den reformierten Glauben anzunehmen. Taufen, Hochzeiten und Beerdigungen mussten gegen Gebühr in der einzigen reformierten Kirche von Dykhausen abgehalten werden. Mitglieder anderer Konfessionen konnten ihre Gottesdienste nur privat zur Hause feiern oder mussten in die benachbarten Kirchen von Sande, Horsten oder Zetel ausweichen.
Während der nächsten beiden Generationen wurde die Herrlichkeit Gödens durch kluge Eheschließungen weitervererbt. Haro von Oldersums Tochter Almut von Oldersum (1530–1557) heiratete 1555 den aus der Grafschaft Mark stammenden Edelmann Johann von Oldenbokum († 1606). Aus dieser Ehe ging die Tochter Almut von Oldenbokum (1557–1601) hervor, die 1574 den aus Westfalen stammenden Franz von Frydag vom Loringhove († 1606) heiratete. Unter beiden Häuptlingen verstärkte sich der wirtschaftliche Aufschwung.
Dieser endete jedoch nach dem Bau des Ellenser Damms, der von 1597 bis 1615 durch die Oldenburger Grafen Johann VII. und Anton Günther errichtet wurde. Dieser Damm schnitt Neustadtgödens vom direkten Meereszugang ab. Die Schiffe mussten den nun binnenwärts liegenden Sielhafen über das Neustädter Tief erreichen. Erst durch Verhandlungen vor dem Reichskammergericht in Speyer konnten der oldenburgischen Seite Zugeständnisse, die die weitere Entwicklung des Ortes begünstigten, abgerungen werden. Häuptling Haro von Frydag (1578–1637) erreichte, dass die Schiffe aus Neustadtgödens den Ellenser Damm nach dem Deichschluss zollfrei passieren konnten.
Die Familie von Frydag stellte dann über längere Zeit die Häuptlinge von Gödens bis Kaiser Ferdinand III. 1646 den Häuptling Franz Ico von Fryday (1606–1652) in den erblichen Reichsfreiherrenstand erhob. Damit endete die Häuptlingszeit in Gödens. 1639 heiratete der reformierte Freiherr Franz Ico von Frydag die vermögende Katholikin Margarethe Elisabeth von Westerholt aus dem Gelderland (1618–1680). Damit begann eine Zeit ungewöhnlicher religiöser Toleranz in der Herrlichkeit Gödens. Franz Ico gestattete seiner Frau, ihren katholischen Glauben im Schloss Gödens auszuüben und stellte seinen Kindern die Wahl des Bekenntnisses frei.
Die Einwohner wandten sich nach dem Bau des Ellenser Dammes nun vor allem dem Handel und der Weberei zu. Nach dem Dreißigjährigen Krieg (1618–1648) kam es zu einer verstärkten Ansiedlung von mennonitischen Leinenweber aus Holland, Leer und Emden. Für das Bleichen der gewebten Stoffe wurden am Rande des Ortes größere Bleichwiesen geschaffen. Ab 1660 konnten sich auch die ersten Juden in der Herrlichkeit ansiedeln. Beide Glaubensgemeinschaften erhielten von der Herrlichkeit Gödens Schutzbriefe. Dies bescherte der Herrlichkeit Gödens eine neue Einnahmequelle, da sich die Glaubensflüchtlinge den Schutz der Herrschaft erkaufen mussten.
Im Jahre 1669 zerstörte ein Brand zu großen Teilen das Schloss in Gödens, aber bereits zwei Jahre später wurde das Schloss im niederländischen Renaissancestil wieder errichtet. Das Wasserschloss gilt heute noch als eines der schönsten Wasserschlösser Nordwestdeutschlands.
1692, also eine Generation später, wurden die drei weltlichen Söhne Haro Burchard (1640–1692), Franz Heinrich (1643–1694) und Carl Philip (1644–1699) durch Kaiser Leopold I. in den erblichen Grafenstand erhoben. Die drei anderen Söhne hatten geistliche Ämter inne. Dank ihrer Mutter Margarethe Elisabeth hatten sie alle eine gute katholische Ausbildung erhalten. Sie bereisten die bedeutendsten Länder Europas und studierten an guten Universitäten. Die beiden ältesten Söhne machten später Karriere am Hof des Kaisers.
1692 starb der erstgeborene Sohn Haro Burchard von Frydag und sein Bruder Franz Heinrich von Frydag übernahm die Herrschaft. Er setzte den Jesuitenpater Petrus Fleurque in Neustadtgödens ein, der hier die erste katholische Mission im sonst protestantischen Norden einrichtete. Franz Heinrich von Frydag hatte 1680 die ebenfalls vermögende Sophia Elisabeth Gräfin von Aldenburg (1661–1730) geehelicht, eine Tochter des Reichsgrafen Anton I. von Aldenburg und Enkeltochter von Graf Anton Günther von Oldenburg. Sie war lutherischen Glaubens und setzte sich für die Einwohner der Herrlichkeit mit gleicher Konfession ein. Im Augsburger Religionsfrieden von 1555 war festgelegt worden, dass die jeweiligen Landesherren das Recht hatten, für alle Bewohner ihres Herrschaftsgebietes die Religion festzulegen. In Ostfriesland wurde das Recht jedoch nicht direkt von den Grafen und Fürsten ausgeübt, sondern ging an die einzelnen Territorialherren über, die in ihren Herrlichkeiten bestimmten, welche Religion für das jeweilige Gebiet galt. Trotz dieses Rechtes erlaubten die Herren von Gödens den Lutheranern als größter Glaubensgemeinschaft in der Herrlichkeit Gödens eine eigene Kirche zu bauen. Diese konnte 1695 eingeweiht werden.
1694 erbte Franz Heinrich von Frydag's Sohn Burchard Philipp von Frydag (1685–1746) die Herrlichkeit und übernahm die Regentschaft. Er stand in Diensten des Kaisers in Wien und führte den Titel Ihrer Römischen Kayserlichen Majestät Cämmerer und würklicher Reichshofrat und Extra Ordinarii Abgesanderter ahn den Königlichen schwedischen und dänischen Höfen. Als Minister der Finanzen und juristischer Berater war er ein einflussreicher Mann, ständig am Hofe des Kaisers in Wien tätig und in dieser Eigenschaft sehr selten in der Herrlichkeit anzutreffen. Die Verwaltung der Herrlichkeit oblag seiner Schwägerin Charlotte Gräfin von Bielcke, die Schwester seiner Ehefrau Edel Augusta Gräfin von Bielcke (1692–1762), die er 1708 geheiratet hatte. Mit Hilfe erfolgreicher Rentmeister wurde die Herrlichkeit trotz Abwesenheit des Landesherrn wirtschaftlich erfolgreich geführt.
1708 erlaubte Graf Burchard Philipp von Frydag der jüdischen Gemeinde von Neustadtgödens, ihre Toten auf einen eigenen Friedhof an der Chaussee von Neustadtgödens nach Schloss Gödens zu beerdigen. Gleichzeitig erhielten sie die Erlaubnis zur Errichtung einer Synagoge in Neustadtgödens, die erstmals 1752 erwähnt wird. Auch die anderen Konfessionen durften ihre Religion freier ausüben. So erhielten die Reformierten als zweite Glaubensgemeinschaft die Erlaubnis zur Errichtung einer eigenen Kirche. Nur ein Jahr später durfte auch die katholische Gemeinde ihr eigenes Gotteshaus bauen. Die katholische St.-Josephs-Kirche war das erste nachreformatorische Gotteshaus dieser Konfession auf der ostfriesischen Halbinsel. 1741 wurde mit der Errichtung der Mennonitenkirche der vierte Kirchenbau in Neustadtgödens fertiggestellt. Nun hatten alle vier christlichen Konfessionen ihren eigenen Kirchenbau.
Nach dem Tod des kinderlosen Fürsten Carl Edzard von Ostfriesland fiel das Fürstentum Ostfriesland 1744 an Preußen. Die von nun an repressive Handelspolitik der Preußen führte zum wirtschaftlichen Niedergang vor allem der Leinenweberei in Neustadtgödens. 1746 starb Graf Burchard Philipp von Frydag. Da er ebenfalls kinderlos geblieben war, ging der Besitz der Herrlichkeit an seinen Neffen Anton Franz Freiherr von Wedel (1707–1788), den Sohn seiner Schwester Maria Juliana (1684–1727), verheiratet mit Freiherr Erhard Friedrich von Wedel-Jarlsberg zu Evenburg (1668–1740), über.
Anton Franz Freiherr von Wedel brachte den evangelisch-lutherischen Glauben in das Haus Gödens. Er wurde 1776 als Dank für die Hilfe, die er bei der Besitzergreifung Ostfrieslands durch die Preußen spielte, vom Preußenkönig Friedrich der Große in den erblichen Grafenstand erhoben. Noch heute ist ein Graf von Wedel Besitzer des Schlosses Gödens.